# Добрев, Клара
Клара Добрев (венг. Dobrev Klára, при рождении — болг. Клара Петрова Добрева; род. 2 февраля 1972, София) — венгерский политический деятель. Член партии «Демократическая коалиция». Депутат Европейского парламента, член группы «Прогрессивный альянс социалистов и демократов» с 2019 года. Супруга Ференца Дьюрчаня.

## Биография
Родилась 2 февраля 1972 года в Софии, столице Болгарии. Родители: транспортный инженер Петар Добрев и экономист Пирошка Апро (Apró Piroska; род. 6 марта 1947). Её дед по материнской линии — председатель Общества венгерско-советской дружбы, член Политбюро ЦК ВСРП, Председатель Государственного собрания ВНР Антал Апро.
Окончила будапештскую гимназию имени Йожефа Этвёша.
В 1994 году окончила Будапештский экономический университет по специальности экономист, в 1996 году — факультет юридического права и политологии Будапештского университета имени Лоранда Этвёша по специальности юрист.
В 1995—1999 годах — управляющий директор компании Fittelina Kft., принадлежащей её супругу. С 1997 года — юрисконсульт компании Altus Befektetési és Vagyonkezelő Zrt., принадлежащей её супругу, с 2009 года — генеральный директор.
С 2001 года — ассистент на кафедре финансового права факультета юридического права и политологии Университета имени Лоранда Этвёша, затем — адъюнкт. Область научных исследований — бухгалтерское право.

## Политическая карьера
Была личным секретарём Этеле Барата (Baráth Etele; род. 1942), кандидата в мэры Будапешта от Венгерской социалистической партии на выборах 1994 года. Барат проиграл действующему мэру Габору Демски.
В 1995 году возглавила секретариат государственного секретаря Министерства финансов Тибора Драшковича. С 1998 по 2000 год — заместитель начальника отдела в Департаменте предпринимательства и регулирования Министерства финансов.
На парламентских выборах 2002 года была руководителем аппарата Петера Медьеши, кандидата в премьер-министры от Венгерской социалистической партии. После того как Петер Медьеши стал премьер-министром от коалиции Венгерской социалистической партии и «Союза свободных демократов» в 2002 году, стала заместителем председателя Управления национального плана развития и фондов ЕС при канцелярии премьер-министра.
18 августа 2004 года Петер Медьеши решил освободить от должности министра экономики и транспорта Иштвана Чиллага, который был делегирован от «Союза свободных демократов», что послужило непосредственным поводом для правительственного кризиса. Руководство «Союза свободных демократов» не согласилось с этим решением, выразило недоверие премьер-министру. Петер Медьеши подал в отставку. В сентябре премьер-министром стал Ференц Дьюрчань, супруг Клары Добрев. Клара Добрев ушла с должности в Управлении при канцелярии премьер-министра.
Является членом партии «Демократическая коалиция», основанной её супругом, с момента её создания в 2011 году.
На выборах в Европейский парламент 2019 года возглавила список «Демократической коалиции» и избрана депутатом Европейского парламента. Стала членом «Прогрессивный альянс социалистов и демократов». Была членом Комитета по занятости и социальным вопросам (EMPL). В 2019—2022 годах — заместитель председателя Европейского парламента.
Баллотировалась в кандидаты на пост премьер-министра на праймериз оппозиции от блока партий «Демократическая коалиция» — Венгерская либеральная партия. Набрала наибольшее число голосов в первом туре — 34,84 %, обойдя со значительным преимуществом конкурентов: Гергей Карачонь получил 27,3 % голосов, а Петер Марки-Заи — 20,4 % голосов. Перед вторым туром Карачонь снял свою кандидатуру в пользу Марки-Заи. Во втором туре праймериз Добрев получила 43,3 % голосов, а Марки-Заи — 56,7 %.
На следующих выборах 2024 года также возглавляла список «Демократической коалиции» и переизбрана. Возглавила венгерскую делегацию в группе «Прогрессивный альянс социалистов и демократов». Является членом Комитета по региональному развитию (REGI) и Комитета по конституционным вопросам (AFCO).

## Личная жизнь
В 1994 году вышла замуж за бизнесмена и политика Ференца Дьюрчаня, премьер-министра в 2004—2009 годах. У пары трое детей: Анна (род. 1996), Тамаш (род. 1997) и Мартон (род. 2015).